# 謝伯昌

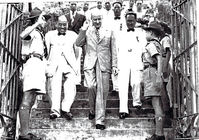
1951年謝伯昌與港督葛量洪（中）參觀傢俬展覽

謝伯昌(英語：Robert Der, 1901年—1981年9月26日)廣東台山人。中國國民黨黨員、香港基督徒。

## 生平
9歲至香港。入聖保羅書院，自幼篤信基督教。畢業後赴美國，至俄亥俄州辛辛那提大學攻讀商科。1926年，回國至上海，任職於先施有限公司。
後任香港三達化學製造有限公司經理、南華糖漿有限公司總經理、美國海外保險有限公司華方經理。1941年12月，香港淪陷，在港致力於救濟工作，辦理孤兒院、老人院等公益慈善事業。
戰後香港百廢待興，謝伯昌獲委任為九龍商業總會復興主任委員。1946年，任香港東華三院丙戌年總理;同年九龍商業總會改組為九龍總商會後，當選為理事長。1951年，擔任九龍總商會英文中學創校校長。後任港九各界救濟調景嶺難民委員會主任委員、中國大陸災胞救濟總會駐香港代表，負責救濟中國內戰後來港的大陸難民。救濟調景嶺難民營委員會接辦香港調景嶺中學後，謝伯昌兼任調景嶺中學校長、董事長等職。旅港期間，歷任聯保保險公司董事，香港中華廠商聯合會副辦人、會董，香港昭倫公所創辦人、會長，香港謝氏宗親會創辦人、會長，世界華商貿易會議創辦人等。
1972年中華民國立法委員選舉時當選為僑選立法委員。1975年中華民國立法委員選舉時連任。後任中華民國總統府國策顧問。
1981年9月26日在香港伊利沙伯醫院逝世，享年79歲。

## 個人生活
謝伯昌於1957年結婚，妻子是康有為的侄女康瑞碩。2人於1957年10月舉行的婚禮由香港聖公會吏長李求恩主持。
謝伯昌的兒子謝博文與孫子謝子和、謝子樂均擔任聖公宗聖品人。